# Peix pulmonat ratllat
El peix pulmonat ratllat (Protoperus aethiopicus) és un peix pulmonat de la família Protopteridae. Protopterus aethiopicus té el genoma més gran que qualsevol altre animal sobre la Terra.